# أغتشة قشلاق سفلي
أغتشة قشلاق سفلي هي قرية في مقاطعة كوثر، إيران. عدد سكان هذه القرية هو 68 في سنة 2006.